# Чжао Цзиян
Чжао Цзиян (спрощ.: 赵紫阳; кит. трад.: 趙紫陽; піньїнь: Zhào Zǐyáng; 17 жовтня 1919 — 17 січня 2005) — китайський державний і політичний діяч, прем'єр Державної ради КНР в 1980—1987 роках, Генеральний секретар ЦК КПК в 1987—1989 роках.

## Життєпис

### Ранні роки
Народився в родині крупного землевласника. Його родина постраждала в результаті аграрної реформи, що її проводили комуністи в Китаї. Від 1927 до 1932 року навчався в початковій школі. Того ж року вступив до лав Комсомолу, а 1938-го став членом КПК. Брав участь в акціях солідарності з пекінськими студентами, які вимагали від Гоміндану активного протистояння потенційній агресії Японської імперії. 1936 року виїхав на навчання до Ухані.
В лютому 1938 року його відрядили на навчання до партійної школи при комітеті КПК прикордонного району Хебей — Шаньдун — Хенань. У вересні того ж року в рідному повіті отримав посаду секретаря місцевого робітничого комітету КПК. В червні 1940 року Чжао Цзиян зайняв пост другого секретаря комітету КПК прикордонного району Шаньсі — Хебей — Шаньдун — Хенань, а 1943 року став начальником відділу пропаганди четвертого комітету КПК прикордонного району Хебей — Шаньдун — Хенань, де китайські війська й партизанські загони КПК почали широкомасштабний наступ на японську армію, відомий як «Битва ста полків». В результаті того наступу японські війська були змушені відступити. Чжао Цзиян на чолі 21-го батальйону Нової 4-ї армії знищив один з японських військових таборів і заснував нову базу КПК. До завершення війни він став доволі відомим керівником КПК середньої ланки.

### Початок кар'єри
Після серпня 1945 року Чжао Цзиян обіймав керівні посади в органах місцевого самоврядування. Став успішним провідником аграрної реформи на повітовому рівні, чим заслужив увагу ЦК КПК.
Під час громадянської війни брав участь в операціях Народно-визвольної армії з захоплення південних регіонів країни. Восени 1947 року на чолі 10-ї дивізії 2-ї польової армії НВАК виступив на південь з метою встановлення контролю над «незвільненими» територіями. Його було призначено на пост заступника секретаря райкому КПК та військового комісара військового округу Тунбо. За кілька місяців боїв сили КПК зрештою заволоділи районом Тунбо. Наприкінці того ж року Чжао Цзиян став заступником з політичної частини командувача військового округу й заступником секретаря партбюро ЦК Центральної рівнини, де відповідав за проведення аграрної реформи й організаційно-кадрову роботу.
У березні 1949 року для підготовки операції з форсування річки Янцзи Чжао Цзиян вирушив до Наньяна, де зайняв пост секретаря місцевого парткому та військового комісара Наньянського військового округу.
Після жовтня 1949 року був обраний членом Постійного комітету Південно-Китайського відділення КПК, суміщаючи пости заступника секретаря, начальника секретаріату й відділу по роботі з селом відділення. Впродовж наступного року був секретарем парткому КПК міста Наньян. У квітні 1951 року Чжао направили на роботу до південної провінції Гуандун з метою підтримки керівництва провінції в проведенні аграрної реформи. В той час пост керівника провінційного комітету КПК займав Є Цзяньїн, який усвідомлював, що економічна ситуація в Гуандуні відрізняється від решти країни й тому виступав проти жорсткого варіанту земельної реформи, на чому наполягав один з керівників Південно-Китайського відділення КПК Тао Чжу. Генеральна політика Центрального уряду також вимагала більш жорстких реформ. У травні 1951 року Чжао Цзиян зайняв пост заступника начальника Комітету аграрної реформи провінційного уряду. Є Цзяньїн і Чжао Цзиян прийняли план з реалізації реформи, що передбачала поступовий перехід до нових земельних відносин.
1952 року провінцію Гуандун відвідав Мао Цзедун. Він залишився невдоволеним повільним просуванням реформи й усунув Є Цзяньїна від влади в провінції. Тао Чжу зайняв пост другого секретаря Південно-Китайського відділення КПК й відповідав за реалізацію генеральної політики Центрального уряду в провінції, а Чжао Цзиян став заступником секретаря відділення, відповідальним за проведення аграрної реформи. Тао Чжу одразу ж провів комплексну реорганізацію кадрів у провінції та почав діяти жорсткими методами, що, в тому числі, включали методи фізичного усунення. Будучи крайніх лівих поглядів, Тао Чжу заохочував розпалювання класової боротьби, руйнував багатовіковий уклад життя селянства, насильно впроваджував народні комуни, піддав гонінням представників класу поміщиків. Чжао Цзиян, будучи помічником Тао Чжу, також активно включився в роботу з просування реформи, особисто приймаючи рішення в багатьох питаннях, що в тому числі вимагали жорстких заходів.
1953 року Тао Чжу оголосив про завершення аграрної реформи в провінції. Багато в чому завдяки зусиллям Чжао Цзияна було налагоджено сільськогосподарське виробництво, збережено елементи приватного товаровиробництва. Однак політика пекінського уряду вимагала відмови від приватної власності й негайного переходу до соціалістичних відносин на селі. В країні на тлі колективізації почалась кампанія з критики правих і консервативних елементів у партії. Однак Чжао Цзиян залишався прибічником поміркованої лінії Ден Сяопіна й Лю Шаоці. З часом і Тао Чжу зайняв помірковану позицію Чжао Цзияна. Незважаючи на тиск з боку Центрального уряду останній зумів утримати натиск з боку лівих і спрямувати подальший розвиток реформ поміркованим шляхом.

### Великий стрибок
1958 року було оголошено про початок політики «Великого стрибка». У той період сільське господарство було полігоном для широкомасштабних соціальних та агропромислових експериментів. Не залишалась осторонь і провінція Гуандун. В результаті Великого стрибка в провінції почався голод, що забрав багато життів, хоч насправді до Пекіна надсилались звіти про виробничий бум і надзвичайно багаті врожаї. Чжао Цзиян усвідомлював недалекоглядність ініціаторів Великого стрибка та вважав, що для збереження трудових і виробничих ресурсів не можна покладатись лише на ентузіазм народних мас. На думку багатьох спеціалістів збитки від політики Великого стрибка для провінції Гуандун виявились меншими за негативні наслідки в інших провінціях країни, в чому вбачають заслугу Чжао. Останній зумів організувати виробництво в сільських районах провінції, додержуючись політики «трьох свобод», що передбачала свободу ринку, самостійність домогосподарств і землевласництво, й до 1963 року економічна ситуація в провінції нормалізувалась.
У зовнішніх відносинах він зумів налагодити стосунки з Гонконгом. 1961 року було досягнуто домовленостей щодо реалізації проекту водопостачання Гонконгу шляхом прокладання водопроводу з Баоанського водосховища. 1962 року набув розмаху відтік населення з провінції до Гонконгу. Щодня туди, рятуючись від голоду, тікали тисячі людей. Незважаючи на тиск з боку уряду, Чжао Цзиян зумів уникнути жорстких заходів і зосередився на організації життя народних мас, продемонструвавши співчуття до населення. Відтік населення скоротився.
1965 року Тао Чжу призначили першим секретарем Південно-Китайського відділення КПК, а Чжао Цзиян зайняв пост секретаря комітету КПК провінції Гуандун. Одразу після вступу на посаду він запропонував збудувати на селі так звану «нове соціалістичне село». Пропонувалось ліквідувати відсталість аграрного сектору шляхом запровадження нових методів зрошення, тотальної електрифікації й механізації виробництва, а також закордонного досвіду ведення сільського господарства. Однак тим планам збутись не судилось. Почалась «Культурна революція».

### Культурна революція
У квітні 1966 року перед самим початком Культурної революції за підсумками 11-го пленуму КПК Тао Чжу був обраний членом Політбюро ЦК КПК й Секретаріату ЦК КПК, а також зайняв пости віце-прем'єра Держради КНР і начальника відділу пропаганди ЦК КПК, ставши четвертою особою в ієрархії китайського керівництва після Мао Цзедуна, Лінь Бяо та Чжоу Еньлая. Після від'їзду Тао всю владу в своїх руках за допомогою Лінь Бяо зосередив головнокомандувач Гуанчжоуського військового округу генерал Хуан Юншен. Чжао Цзиян залишився наодинці перед небезпекою атак з боку хунвейбінів через його підтримку поміркованої політичної лінії Ден Сяопіна й Лю Шаоці. Впродовж 1966 року хунвейбіни не могли відкрито критикувати Тао та Чжао. Втім невдовзі Тао був усунутий від усіх посад, оголошений «найбільшим монархістом» і взятий під домашній арешт, а потім і помер 1969 року. Відразу ж після арешту Тао критики зазнав і Чжао Цзиян. Його публічно оголосили «елементом класу поміщиків, що розклався» й у березні 1967 року усунутий від усіх посад, а влада в провінції перейшла до рук Хуан Юншена, який очолив військовий виконавчий комітет Гуандуну.
Наступні чотири роки Чжао Цзиян разом з родиною провів у Хунані, працюючи слюсарем на механічному заводі.

## Реабілітація й подальша кар'єра
Процес реабілітації Чжао Цзияна почався у квітні 1971 року, коли його викликали до Чанші. Звідти його доправили до Пекіна, де його оселили в елітному готелі. Вранці відбулась його зустріч із прем'єром Чжоу Еньлаєм, після якої Чжао Цзиян отримав пост заступника секретаря парткому КПК автономного району Внутрішня Монголія. 1972 року він став секретарем комітету КПК Внутрішньої Монголії. Наступного року він був обраний членом ЦК КПК й у квітні 1974 року повернувся на посаду секретаря комітету КПК провінції Гуандун.
У жовтні 1975 року Чжао Цзиян був переведений на роботу до провінції Сичуань, де він зайняв пост секретаря провінційного парткому й політкомісара військового округу Ченду. В той час Сичуань була найбільш щільно населеною провінцією Китаю, втім спустошеною політикою Великого стрибка й Культурної революції. Сільськогосподарське виробництво провінції впало до рівня 1930-их років, а населення провінції продовжувало зростати значним темпами. Невдовзі після вступу на посаду Чжао Цзиян здійснив низку успішних реформ, що призвело до збільшення промислового виробництва на 81 % і сільськогосподарської продукції на 25 % упродовж трьох років. Реформи зробили Чжао Цзияна популярним у провінції Сичуань.
У січні 1976 року, після смерті Чжоу Еньлая, між угрупованням Ден Сяопіна з одного боку, та «Бандою чотирьох» з іншого, почалась боротьба за пост прем'єра Держради. За таких обставин була знайдена компромісна постать в особі Хуа Гофена, який у лютому 1976 року очолив уряд КНР, а в жовтні того ж року очолив ЦК КПК.
Ден Сяопін, який до того часу обіймав посаду віце-прем'єра, побачив у «сичуанському досвіді» майбутню економічну модель Китаю. 1977 року Чжао Цзиян був обраний кандидатом у Політбюро ЦК КПК, а 1979 став його членом. У квітні 1980 року зайняв пост віце-прем'єра. В вересні того ж року Хуа Гофен поступився своїми повноваженнями Чжао Цзияну.

## Керівник уряду
Сичуанський досвід управління було досить успішно застосовано на практиці в провінції Аньхой. Невдовзі після того сичуанський досвід поширився на весь Китай, в результаті чого виробництво сільськогосподарської продукції зросло за період з 1980 до 1984 року на 50 %. Відбулась масштабна децентралізація промислового й сільськогосподарського виробництва. Чжао розробив «теорію раннього етапу розвитку», що передбачала перетворення соціалістичної системи через проведення економічних реформ. Під керівництвом Чжао Цзияна було успішно створено спеціальні економічні зони в прибережних провінціях з метою залучення іноземних інвестицій і створення експортних центрів. Реформи Чжао призвели до швидкого зростання як сільськогосподарського, так і промислового виробництва в 1980-их роках, утім його економічні реформи спричинили значну інфляцію, за що Чжао часто критикують. Він сприяв відкритій зовнішній політиці, покращенню відносин Китаю з західними країнами з метою сприяння економічному розвитку Китаю.
У 1980-их роках консерватори в партії назвали Чжао «ревізіоністом марксизму», втім прагнення до прозорості уряду й національного діалогу, що включав залучення рядових громадян до процесу формування політики зробили його популярним серед багатьох у народі. Чжао був твердим прибічником партії, але він визначав соціалізм зовсім інакше, ніж партійні консерватори. Він вважав, що економічний прогрес нерозривно пов'язаний з демократизацією.

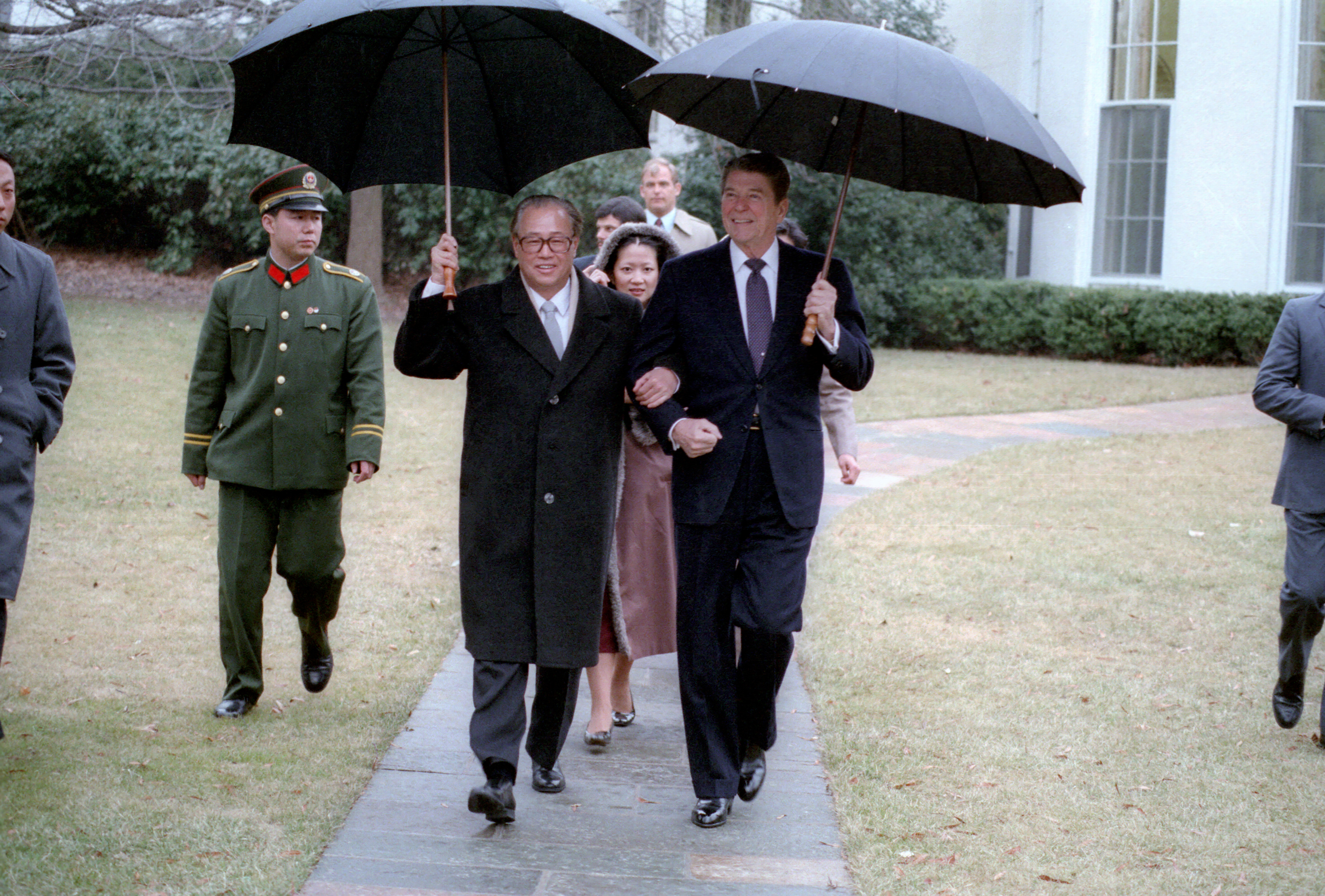
Чжао Цзиян з Рональдом Рейганом гуляють двором Білого дому (візит Чжао до США, 1984)

У той час, коли Чжао Цзиян був зосереджений на економічних реформах у 1980-их роках, керівництво партії на чолі з Ху Яобаном проводило низку реформ політичних. Наприкінці 1980-их років вони спільно ініціювали масштабні політичні реформи, але з нечітко визначеними цілями. Ті реформ включали, в тому числі, пропозиції щодо того, щоб кандидати у члени Політбюро ЦК КПК автоматично ставали його членами, запровадження практики виборів з кількома кандидатами й загальнонародного обговорення питань політичної повістки в країні, більшу прозорість уряду, а також підвищення персональної відповідальності керівників за помилки в роботі.
Одночасно, Ху і Чжао ініціювали масштабну кампанію у боротьбі з корупцією. Було дозволено проводити розслідування щодо високопоставлених партійних функціонерів та їхніх дітей, яких підозрювали в корупції. Природно, що такий розклад сил сподобався не всім і Ху з Чжао нажили собі багато ворогів серед представників верхівки влади. Наприкінці 1986 року країну охопили виступи студентів й інтелігенції. Студенти виступали проти свавілля та корупції в лавах найвищого керівництва країни, вимагали демократизації всіх царин життя шляхом проведення демократичних реформ. У січні 1987 року розширене засідання Політбюро ЦК КПК задовольнило прохання Ху Яобана про відставку з посту генерального секретаря ЦК КПК.

## На чолі партії
Після відставки Ху Яобана 1987 року Ден Сяопін домігся обрання Чжао Цзияна на пост генерального секретаря ЦК КПК. Пост прем'єра Держради КНР отримав один з консерваторів і противників деяких економічних перетворень, які проводив Чжао — Лі Пен.
1987 року на XIII з'їзді Комапртії Чжао Цзиян заявив, що Китай перебуває на «початковому етапі розвитку соціалізму», що може тривати 100 років. При цьому Чжао Цзиян вважав, що Китаю потрібно експериментувати з реалізацією різних економічних реформ з метою стимулювання виробництва. Чжао Цзиян також запропонував розділити ролі партії й держави, чим шокував багатьох представників вищого ешелону влади.
Західні експерти в цілому вважають, що Чжао Цзиян був одним з найбільш відкритих і «ліберальних» генеральних секретарів ЦК КПК. Багато обмежень на свободу слова і свободу друку були пом'якшені, що дозволило інтелігенції вільно висловлювати свою думку та вносити пропозиції з удосконалення політичної системи країни. Втім, усупереч поширеній думці, Чжао Цзиян виступав проти ідеї залучення приватного капіталу до економіки. Ідея відкриття Китаю на фондовому ринку залишалась забороненою під час всього періоду правління Чжао, втім була реалізована у 1990-их роках.
У травні 1988 року Чжао Цзиян закликав прискорити проведення цінової реформи, що призвело до критики дій уряду з приборкання інфляції. Противники реформ відкрито закликали до зміцнення централізації керівництва економічними процесами. Це спричинило політичні дебати, що не припинялись упродовж зими 1988—1989 років.
Оскільки Чжао Цзиян підійнявся до верхівки влади завдяки своїй роботі в провінції, він ніколи не мав сильних зв'язків з партійним керівництвом у Пекіні. В своїй роботі він часто покладався на допомогу та підтримку своїх колишніх колег по робот в Комсомолі, в покровительстві яким його звинувачували багато партійців. Серед найстаріших членів партії Чень Юнь і Лі Сяньнянь були особливо критичними стосовно Чжао та його політики. Незважаючи на таке, Чжао дуже поважав Ченя Юня й радився з ним у багатьох важливих питаннях політичного й економічного порядку денного. Лі Сяньнянь не міг вибачити Чжао його досвід із впровадження зарубіжних моделей економіки в Китаї. Втім підтримка Ден Сяопіна була достатньою, щоб захистити Чжао Цзияна від нападів консервативно налаштованих членів партії й надати йому можливість проводити важливі економічні реформи.
Однак до другої половини 1988 року Чжао Цзиян втратив політичну підтримку більшості партійних керівників. Чжао все частіше стикався з іншими членами ЦК з ідеологічних питань. Консервативна фракція партії на чолі з Лі Пеном і Яо Ілінем сперечалась із Чжао в питаннях економічної та фінансової політики. На початку 1989 року стало очевидним, що Чжао Цзияну доведеться боротись за своє політичне виживання. Втім ще у квітні 1989 року за місяць до драматичного кінця кар'єри Чжао Ден Сяопін запевнив його, що заручився підтримкою Чень Юня й Лі Сяньняня в питаннях обрання Чжао Цзияна генеральним секретарем партії на другий термін. Студентські протести, пов'язані з раптовою смертю колишнього генерального секретаря ЦК КПК Ху Яобана, привели Чжао до ще більш жорсткої конфронтації з політичними опонентами.

## Події на площі Тяньаньмень
Стихійні траурні демонстрації, спричинені смертю Ху Яобана швидко переросли в організовані студентські протести. Основні виступи проходили на площі Тяньаньмень у Пекіні від 27 квітня до 4 червня 1989 року. Протестувальники розбили наметовий табір на площі, що традиційно використовувалась як місце масових протестів проти влади, та залишались у ньому понад місяць. Основними вимогами протестувальників були «прискорення демократичних перетворень, боротьба з корупцією, лібералізація політичної системи» тощо. Протести поширились і в інших містах, зокрема, в Шанхаї та Гуанчжоу.
До моменту початку відкритих виступів Чжао Цзиян перебував з офіційним візитом у КНДР, чим скористались партійні консерватори, які оголосили студентські протести «контрреволюційними». Після повернення з Пхеньяна Чжао Цзиян спробував перевести події в русло публічної політики. Він відкрив прямі канали для контактів протестувальників з урядом і розпорядився, щоб ті події висвітлювались у пресі неупереджено та якомога повніше. Було внесено низку законодавчих ініціатив, спрямованих на реформування засобів масової комунікації й системи освіти. Дії Чжао Цзияна, спрямовані на публічне мирне врегулювання відносин з протестувальниками, спричинили протидію з боку прибічників жорсткої лінії в партії з розв'язання того конфлікту.
В той же час Китай відвідав генеральний секретар ЦК КПРС Михайло Горбачов. На одній із зустрічей з останнім Чжао Цзиян однозначно визнав, що хоч Ден Сяопін не був членом Політбюро ЦК КПК, все ж останнє слово в прийнятті важливих рішень залишалось за ним. Таке висловлювання було розцінено опонентами Чжао як прямий сигнал того, що Чжао віддалився від свого давнього покровителя й наставника. Наступного дня після від'їзду Горбачова з КНР Чжао був викликаний до резиденції Ден Сяопіна, де було скликано засідання Політбюро ЦК КПК для прийняття рішення про введення воєнного стану. Чжао Цзиян був єдиним, хто був проти того.
19 травня Чжао Цзиян востаннє з'явився на публіці. Його виступ перед студентами на площі Тяньаньмень транслювався наживо Центральним телебаченням Китаю. Він переконував демонстрантів розійтись, попереджаючи, що армія застосовуватиме силу.
20 травня Лі Пен офіційно оголосив про введення воєнного стану. Чжао Цзиян був усунутий від усіх посад і без висунення жодних звинувачень взятий під домашній арешт. Пост генерального секретаря ЦК КПК зайняв Цзян Цземінь.

## Останні роки
Чжао Цзиян залишався під жорстким контролем упродовж останніх 15-ти років його життя. Йому дозволили залишати свою резиденцію та приймати гостів тільки з дозволу вищого керівництва. Були окремі повідомлення про те, що Чжао Цзиян з'явився на похованні померлого товариша, відвідав одне з міст країни чи грав у гольф в одному з клубів Пекіна, втім такі факти доволі успішно приховувались від ЗМІ. За той період лише кілька світлин підстаркуватого Чжао просочилось у пресу.
Після 1989 року Чжао Цзиян залишався популярним тільки серед тих, хто вважав, що партія мала переглянути свою позицію щодо студентських протестів 1989 року. Після арешту Чжао вважав, що проблеми Китаю слід розв'язувати поступово, але невпинно просуваючись до демократії західного типу.
1997 року після смерті Ден Сяопіна напередодні XV з'їзду партії з'явилась петиція Чжао Цзияна, в якій він звинуватив КПК у двох помилках: силовому врегулюванні кризової ситуації 1989 року та покладанні основних повноважень «на ключову фігуру», що «суперечить вченню Дена, Мао й Леніна».
Чжао Цзиян залишався під домашнім арештом до самої своєї смерті 2005 року. Хутун, де жив Чжао, колись належав особистому перукарю імператриці Цисі та був розташований у центрі Пекіна біля урядової резиденції Чжуннаньхай.
В лютому 2004 року Чжао Цзиян почав страждати на пневмонія, що призвело до легеневої недостатності. 5 грудня того ж року Чжао знову був шпиталізований з пневмонією. На початку січня 2005 року члени родини неодноразово спростовували чутки про його смерть. За офіційною інформацією 15 січня Чжао Цзиян впав у кому після інсульту.
Чжао Цзиян помер о 07:01 за пекінським часом 17 січня 2005 року у 85-річному віці. В деяких китайських газетах був опублікований короткий некролог. Офіційні інформаційні агентства й телебачення Китаю не повідомили про смерть Чжао. Новина про його смерть поширилась через інтернет. За повідомленням агентства Сіньхуа голова Всекитайського комітету Народної політичної узгоджувальної ради Китаю Цзя Цінлінь відвідав церемонію кремації Чжао Цзияна, що відбулась 29 січня на революційному цвинтарі «Бабаошань», також від центрального керівництва брали участь Хе Гоцян, Ван Ган і Хуа Цзяньмінь.

## Родина
Чжао Цзиян був одружений з Лян Боці, уродженкою Хенані. Вона очолювала відділ КПК у справах жінок. Від того шлюбу народились п'ятеро синів і одна донька. Лян Боці померла в грудні 2013 року в Пекіні.
- Чжао Дайзюнь обіймав керівні пости в компаніях Shenzhen New Technology Development Company і Hainan Huahai Company;
- Чжао Ерцзюнь, засновник компанії Hainan Jianli Trade Company;
- Чжао Саньцзюнь;
- Чжао Сицзюнь;
- Чжао Лян, закінчила Гавайський університет, ставши фахівцем у галузі готельної справи, потім працювала у пекінському готелі Great Wall Sheraton Hotel Beijing;
- Чжао Уцзюнь.